# 1119 en santé et médecine
| Années de la santé et de la médecine : 1116 - 1117 - 1118 - 1119 - 1120 - 1121 - 1122    |
| Décennies de la santé et de la médecine : 1080 - 1090 - 1100 - 1110 - 1120 - 1130 - 1140 |

## Fondations
- Fondation de l'université de Bologne, en Italie, à partir de laquelle le galénisme se répandra dans la médecine occidentale[1].
- Fondation probable, d'après une charte de l'évêque Burchard datant de 1143, de l'hôpital de Strasbourg, qui sera transféré hors les murs en 1316, détruit en 1393 et rebâti en 1398 sur les lieux qu'occupe aujourd'hui le Nouvel Hôpital civil[2].
- Vers 1119 (avant 1124[3]) : Guillaume IX, duc de Guyenne, fonde l'hôpital Saint-Jacques de Bordeaux, établissement d'accueil mixte, et « toujours ouvert aux pèlerins et malades à la fin des années 1180[4] ».
- Avant 1119 : en Angleterre, Herbert de Losinga, évêque de Norwich, fonde  à Sprowston, près de la ville de Norwich, siège de son diocèse et capitale du comté de Norfolk, une léproserie Sainte-Marie-Madeleine, réservée aux hommes, et qui accueillera par la suite « les pauvres, les vieillards et les malades[5],[6] ».
- 1112[7],[8] ou 1119[9] : fondation de l'ordre de Saint-Lazare, hospitaliers voués à l'accueil et aux soins des pèlerins atteints de la lèpre, dont la première mention ne remonte cependant qu'à 1142[10].

## Publication
- En Chine, le pédiatre Yan Xiaozhong édite le Xiao Er Yao Zhang Zhi jue (« Sur le traitement des maladies de l'enfant »), écrit par son maître Qian Yi (c.1032-1113[11]).

## Naissance
- 1099 ou 1119 : Abraham ibn Ezra (mort en 1165 ou 1174), rabbin espagnol, philosophe, astronome, poète, médecin, philologue et cabaliste, auteur de nombreux ouvrages, dont un d'astrologie médicale, Sefer ha-Me'orot, traduit en latin sous le titre De luminaribus et diebus criticis, « le seul qui ait rapport à la  médecine[12] », qui sera imprimé pour la première fois à Lyon en 1496.